# Paul Rodriguez Jr.
Paul Rodriguez Jr., född 31 december 1984, är en professionell skateboardåkare. 
Paul Rodriguez Jr. är son till komikern Paul Rodriguez och har smeknamnet P-Rod. Han har huvudrollen som Derrick Cabrera i filmen Street Dreams. 